# Sutatta Udomsilp

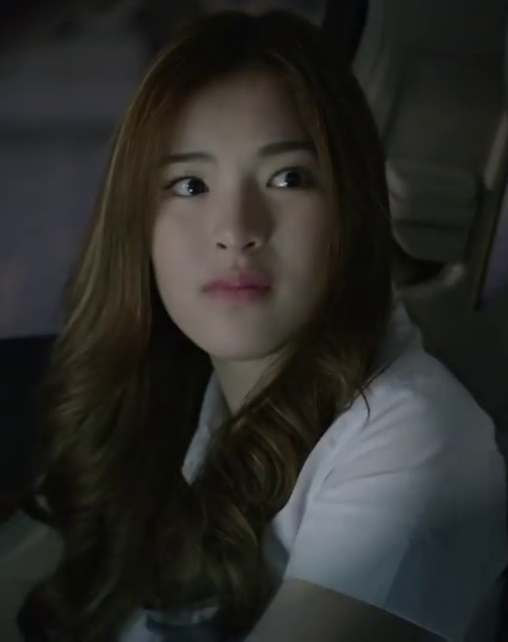
Sutatta Udomsilp

Sutatta Udomsilp (thailändisch สุทัตตา อุดมศิลป์; geboren am 5. Juni 1997 in Bangkok), Spitzname PunPun (thailändisch: ปันปัน), ist eine thailändische Schauspielerin.

## Leben und Karriere
Sutatta wurde am 5. Juni 1997 in Bangkok geboren. Sie studierte an der Kasetsart University Laboratory School. Später setzte sie ihr Studium an der Chulalongkorn-Universität fort. Sutatta trat im Alter von 4 Jahren als Werbemodell für mehrere Werbespots in die Unterhaltungsbranche ein. Ihr Debüt gab sie 2011 in dem Film Ladda Land. Anschließend spielte sie in dem Film Seven Something die Hauptrolle. Zudem wurde Sutatta für ihre Hauptrolle in „Last Summer“ mit dem Suphannahong Award ausgezeichnet. Außerdem bekam sie eine Nominierung für die „Beste Hauptdarstellerin“ bei den Asian TV Awards 2019 für ihre Rolle in Bangkok Love Stories: Plead. 2021 war sie in The Whole Truth zu sehen.

## Filmografie (Auswahl)
Filme
- 2011: Ladda Land
- 2012: Seven Something
- 2013: Last Summer
- 2015: Me Nai Fai Raeng
- 2021: The Whole Truth

Serien
- 2013–2015: Hormones
- 2014: ThirTEEN Terrors
- 2016: U-Prince Series
- 2016–2017: I Hate You, I Love You
- 2017: Secret Seven
- 2019–2020: One Night Steal